# Гадюка МакМаґона
Гадюка МакМаґона (Eristicophis macmahoni) — єдиний представник роду отруйних змій Гадюкові родини Гадюкові. Отримала назву на честь британського офіцера Вінса МакМаґона.

## Опис
Загальна довжина досягає 1 м. Спостерігається статевий диморфізм — самиці більші за самців. Голова велика, широка, пласка, клиноподібна, добре відмежована від шиї. Очі мають помірний розмір. Верх голови вкрито дрібною лускою. На передньому кінці голови видаються уперед 2 великих крилоподібних луски. Тулуб товстий, потужний. Черевні щитки з боків кустасті. Є подовжені кілі на черевних щитках. Шкіра досить тонка.
Забарвлення коливається від червонуватого до жовтувато-коричневого, піщаного кольору з 20—25 темними плямами. Черево білого забарвлення. Від ока до рота з обох боків тягнуться білі смуги. Губи та горло білого кольору. Кінчик хвоста жовтий.

## Спосіб життя
Полюбляє пустелі, піщані місцини. Зустрічається на висоті 1300 м над рівнем моря. Активна вночі. Вдень «занурюється» у пісок. Харчується дрібними гризунами, дрібними ящірками, птахами.
Це яйцекладна змія. Самиця відкладає до 10 яєць. Через 1,5—2 місяці з'являються молоді гадюки завдовжки 15 см.

## Розповсюдження
Мешкає у східному Ірані, північному Афганістані, західному Пакистані.